# Andreas Feldtkeller (Theologe)
Andreas Feldtkeller (* 8. September 1961 in München) ist ein deutscher evangelischer Theologe.

## Leben und Wirken
Andreas Feldtkeller studierte von 1980 bis 1986 mit Förderung durch die Studienstiftung des deutschen Volkes und den Deutschen Akademischen Austauschdienst evangelische Theologie an den Universitäten München, Heidelberg, Tübingen und in Jerusalem. Er legte das Erste Theologische Examen ab und absolvierte von 1987 bis 1989 ein Vikariat in Schwebheim, das er mit dem Zweiten Theologischen Examen abschloss. Anschließend arbeitete er mit einem Promotionsstipendium des Landes Baden-Württemberg an der Universität Heidelberg und wurde 1992 bei Gerd Theißen zum Dr. theol. promoviert.
1992 wurde er zum Pfarrer der Evangelisch-Lutherischen Kirche in Bayern ordiniert. Bis 1995 war er Vikar der Evangelischen Gemeinde deutscher Sprache zu Jerusalem in Amman und von 1994 bis 1996 Gastwissenschaftler am „Royal Institute for Inter-Faith Studies“ in Amman. 1996 habilitierte er sich an der Universität Heidelberg mit einer Arbeit über die Bedeutung des kulturellen Gedächtnisses für die interreligiöse Wahrnehmung. Danach war er bis 1999 wissenschaftlicher Mitarbeiter und Privatdozent am Lehrstuhl für Religionsgeschichte und Missionswissenschaft an der Universität Heidelberg. 1999 wurde er als Professor auf den Lehrstuhl für Religionswissenschaft, Missionswissenschaft und Ökumenik an die Theologische Fakultät der Humboldt-Universität zu Berlin berufen. Von 2007 bis 2010 war er Dekan der Fakultät.
Andreas Feldtkeller ist seit 2000 Vorsitzender der Berliner Gesellschaft für Missionsgeschichte und Mitherausgeber der Zeitschrift Evangelische Theologie und der Reihen Missionsgeschichtliches Archiv im Franz Steiner Verlag, Berliner Beiträge zur Missionsgeschichte im Wichern-Verlag und Christentum und Islam im Dialog im Lit Verlag. Seit 2004 ist er Mitherausgeber der Theologischen Literaturzeitung und seit 2009 der Reihe Kirche – Konfession – Religion im Verlag Vandenhoeck & Ruprecht. Seit 2010 ist er Vertrauensdozent der Studienstiftung des deutschen Volkes.

## Auszeichnungen
- 2008: Hans-Sigrist-Preis der Universität Bern in Würdigung seiner Forschungsbeiträge zum Thema „Religionen – Wahrheitsansprüche – Konflikte – Theologien: Theoretische Perspektiven“[1][2]

## Schriften
- Das entstehende Heidenchristentum im religiösen Umfeld Syriens zur Prinzipatszeit. Ein Beitrag zum Verhältnis von Urchristentum und Religionsgeschichte. Dissertation. Universität Heidelberg 1992.
- Identitätssuche des syrischen Urchristentums.  Mission, Inkulturation und Pluralität im ältesten Heidenchristentum. Vandenhoeck & Ruprecht, Göttingen 1993, ISBN 3-525-53927-4.
- Im Reich der syrischen Göttin. Eine religiös plurale Kultur als Umwelt des frühen Christentums. Gütersloher Verlagshaus, Gütersloh 1994, ISBN 3-579-01790-X.
- Die „Mutter der Kirchen“ im „Haus des Islam“. Gegenseitige Wahrnehmung von arabischen Christen und Muslimen im West- und Ostjordanland. Habilitationsschrift. Universität Heidelberg 1996. Erlanger Verlag für Mission und Ökumene, Erlangen 1998, ISBN 3-87214-336-0.
- Sieben Thesen zur Missionsgeschichte. Selignow, Berlin 2000, ISBN 3-933889-09-X. Neuauflage: Wichern, Berlin 2003, ISBN 3-88981-150-7.
- Theologie und Religion. Eine Wissenschaft in ihrem Sinnzusammenhang. Evangelische Verlagsanstalt, Leipzig 2002, ISBN 3-374-01953-6.
- Warum denn Religion? Eine Begründung. Gütersloher Verlagshaus, Gütersloh 2006, ISBN 3-579-06516-5.
- Jordanien (= EVAs biblische Reiseführer. Band 2). Hrsg. Christoph vom Brocke, Christfried Böttrich. Evangelische Verlagsanstalt, Leipzig 2007, ISBN 978-3-374-02462-9.
- Syrien. Segen für alle Völker (= EVAs biblische Reiseführer. Band 7). Hrsg. Christoph vom Brocke, Christfried Böttrich. Evangelische Verlagsanstalt, Leipzig 2011, ISBN 978-3-374-02825-2.
- Umstrittene Religionswissenschaft. Für eine Neuvermessung ihrer Beziehung zur Säkularisierungstheorie. Evangelische Verlagsanstalt, Leipzig 2014, ISBN 978-3-374-03786-5.

Herausgeberschaft:
- mit Dieter Becker: Es begann in Halle … Missionswissenschaft von Gustav Warneck bis heute (= Missionswissenschaftliche Forschungen. Neue Folge Band 5).  Verlag der Evangelisch-Lutherischen Mission, Erlangen 1997, ISBN 3-87214-335-2.
- Werner Kohler: Unterwegs zum Verstehen der Religionen. Gesammelte Aufsätze. Lang, Frankfurt am Main u. a. 1998, ISBN 3-631-32728-5.
- mit Theo Sundermeier: Mission in pluralistischer Gesellschaft. Lembeck, Frankfurt am Main 1999, ISBN 3-87476-353-6.
- Konstruktive Toleranz – gelebter Pluralismus. Erfahrungen mit dem Zusammenleben von Religionen und Kulturen. Lembeck, Frankfurt am Main 2001, ISBN 3-87476-382-X.
- mit Almut Nothnagle: Mission im Konfliktfeld von Islam, Judentum und Christentum. Eine Bestandsaufnahme zum 150-jährigen Jubiläum des Jerusalemsvereins. Lembeck, Frankfurt am Main 2003, ISBN 3-87476-422-2.
- mit Ulrich van der Heyden: Border Crossings. Explorations of an Interdisciplinary Historian. Festschrift for Irving Hexham. Steiner, Stuttgart 2008, ISBN 978-3-515-09145-9.
- mit Ulrich van der Heyden: Missionsgeschichte als Geschichte der Globalisierung von Wissen. Transkulturelle Wissensaneignung und -vermittlung durch christliche Missionare in Afrika und Asien im 17., 18. und 19. Jahrhundert. Steiner, Stuttgart 2012, ISBN 978-3-515-10196-7.